# Semikron
Semikron ist ein deutscher Entwickler und Hersteller von Leistungshalbleitern. Das Unternehmen beschäftigt weltweit über 3000 Mitarbeiter in 24 Niederlassungen. Produktionsstandorte sind in Deutschland, Brasilien, China, Frankreich, Indien, Italien, der Slowakei und USA.

## Geschichte
Im Jahr 1951 gründete Friedrich Josef Martin das Unternehmen. Drei Jahre später begann die Fertigung von Selengleichrichter-Platten und Selen-Spannungsbegrenzern. Ab 1959 wurden Silizium-Dioden gefertigt. 1959 entwickelte Semikron die erste Avalanche-Diode der Welt zur Spannungsbegrenzung. 1966 wurde eine Silizium-Diode für Leiterplattenmontage für Radios und Fernsehgeräte eingeführt. Ein Thyristor-Dioden-Modul („Semipack 1“) wurde 1974 entwickelt, diese Modulbauweise wurde Industriestandard.
1992 führte Semikron die Druckkontaktierung der Leistungshalbleiter-Chips ein, vermied damit thermische Spannungen, wie sie beim Lastwechsel gelöteter Chips auftraten, und erhöhte damit die Zuverlässigkeit seiner Module. Im März 2022 gaben Semikron und Danfoss Silicon Power ihren Zusammenschluss zu Semikron Danfoss bekannt.

## Produktpalette

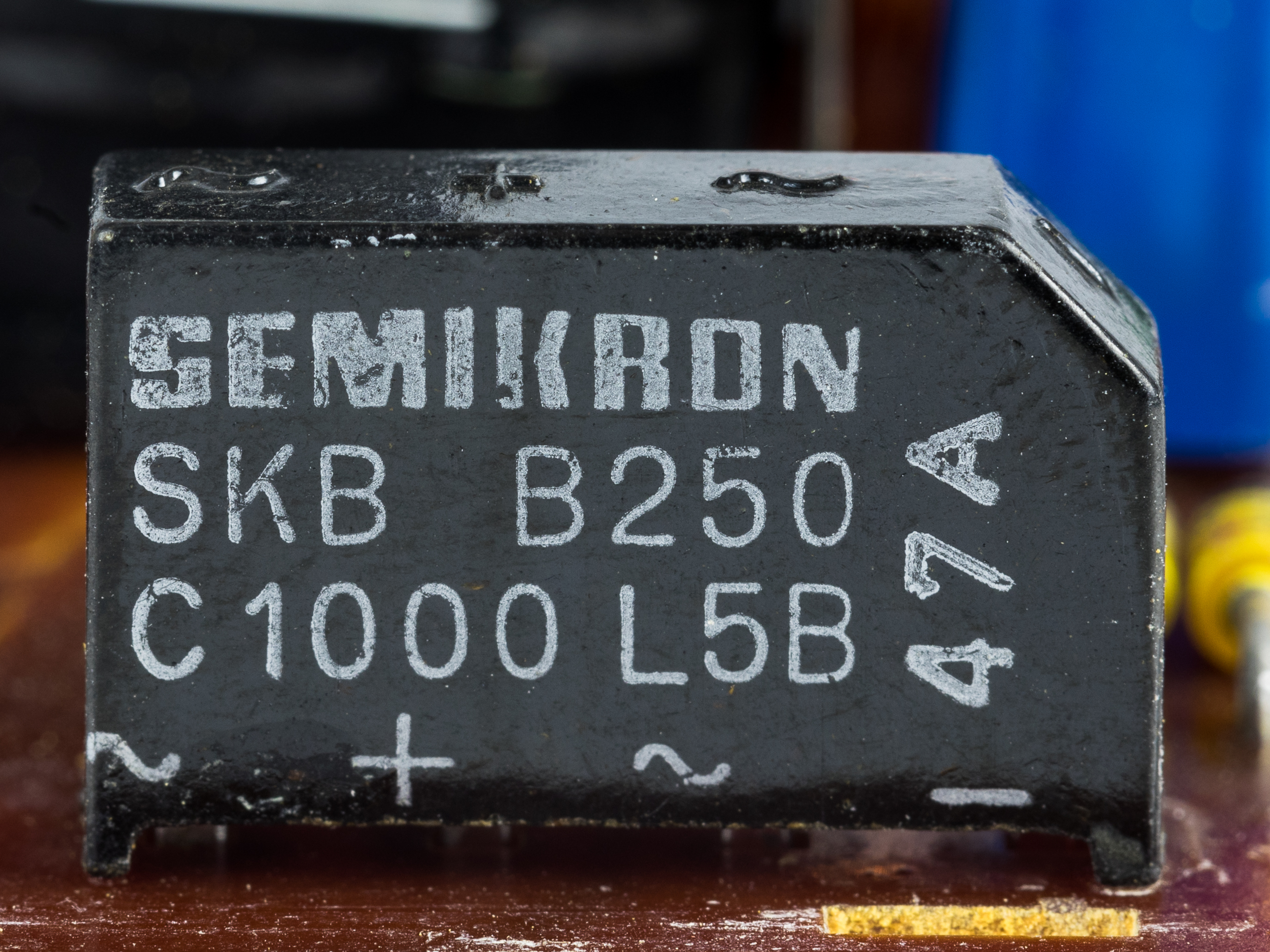
Brückengleichrichter von Semikron

Semikron ist ein Entwickler und Hersteller von Leistungshalbleiter-Komponenten und -systemen im mittleren Leistungssegment von ca. 2 kW bis 10 MW.
Rund 35 Prozent der Windturbinen weltweit arbeiten mit Semikron-Leistungshalbleitern. Semikron-Produkte finden sich in elektrischen Antrieben, Flurförderfahrzeugen, Schweißgeräten, Aufzügen, Stromversorgungsanlagen, Pumpen, Förderbändern, Zügen und Straßenbahnen. Es handelt sich meist um IGBT- und Thyristormodule, mit denen Stromrichter und leistungselektronische Steuerungen realisiert sind.